# Tim Wacker
Tim Wacker (* 3. April 1980) ist ein deutscher Volleyball- und Beachvolleyballspieler.

## Karriere Halle
Wacker spielte seit 1998 Hallenvolleyball bei der SG Rodheim. 2006 wechselte er zum Zweitligisten Eintracht Wiesbaden, mit dem er 2007 Meister der 2. Bundesliga Süd wurde. 2007/08 spielte der Diagonalangreifer in der 1. Bundesliga für Rhein-main volley und danach noch drei Jahre in der 2. Liga, zuletzt für die TG 1862 Rüsselsheim. 2011 kehrte Wacker zurück zur SG Rodheim in die Regionalliga und qualifizierte sich 2012 für die neugeschaffene 3. Liga Süd.

## Karriere Beach
Seit 1998 spielt Wacker auch Beachvolleyball, zunächst mit verschiedenen Partnern. Von 2006 bis 2007 spielte er mit Dennis Schmittdiel und 2008 mit Christian Eckenweber auf der Smart Beach Tour und anderen nationalen Turnieren. Von 2009 bis 2011 spielte er an der Seite von Marvin Klass. Klass/Wacker konnten sich zweimal für die deutschen Meisterschaften in Timmendorfer Strand qualifizieren und belegten dabei die Plätze fünf und neun. 2012 und 2013 spielte Wacker abwechselnd mit Raimund Wenning und Sebastian Prüsener. Prüsener/Wacker erreichten bei den deutschen Meisterschaften 2013 den neunten Platz. 2014 spielte Wacker zusammen mit Manuel Lohmann und belegte bei den deutschen Meisterschaften Platz 13.